# Calicina ensata
Calicina ensata is een hooiwagen uit de familie Phalangodidae. De wetenschappelijke naam van Calicina ensata gaat terug op Briggs.